# Boise
Boise is de hoofdstad van de Amerikaanse staat Idaho en telde 235.684 inwoners in april 2020. Het is hiermee de 105e stad in de Verenigde Staten (in 2020). De oppervlakte bedraagt 165,2 km².

## Geschiedenis
Het gebied heette al Boise, lang voor de bouw van Fort Boise in 1834. De precieze oorsprong is echter onbekend. Dit fort lag zestig kilometer ten westen van de huidige stad. Het fort werd in 1854 verlaten, maar het Amerikaanse leger nam in 1863 weer haar intrek na verschillende bloedbaden in de omgeving tijdens de Amerikaanse Burgeroorlog. Vanaf de jaren zestig van de 19e eeuw begon Boise snel te groeien. Op 4 maart 1863 tekende president Abraham Lincoln een wet waardoor het Idahoterritorium ontstond. Lewinston was de eerste hoofdstad, maar na de opsplitsing van het territorium kreeg Boise de status van hoofdstad. Dat bleef zo toen Idaho in 1890 officieel een staat werd.

## Demografie
Van de bevolking is 10 % ouder dan 65 jaar. 28 % bestaat uit eenpersoonshuishoudens. De werkloosheid bedraagt 2,9 % (cijfers volkstelling 2000). Ongeveer 4,5 % van de bevolking van Boise bestaat uit hispanics en latino's, 0,8 % is van Afrikaanse oorsprong en 2,1 % van Aziatische oorsprong.
Het aantal inwoners steeg van 135.150 in 1990 naar 185.787 in 2000.

## Bezienswaardigheden
- Bogus Basin skigebied
- Capitool van Idaho
- Julia Davis Park en de dierentuin van Boise

## Geografie

### Klimaat
In januari is de gemiddelde temperatuur -1,7 °C, in juli is dat 23,3 °C. Jaarlijks valt er gemiddeld 307,6 mm neerslag (gegevens op basis van de meetperiode 1961-1990).

### Plaatsen in de nabije omgeving
De onderstaande figuur toont nabijgelegen plaatsen in een straal van 28 km rond Boise.

## Bekende inwoners van Boise

### Geboren
- Forrest Church (1948-2009), theoloog en predikant in het Unitaristisch Universalisme
- Kristine Sutherland (1955), actrice
- Kristin Armstrong (1973), wielrenster
- Jeret Peterson (1981-2011), freestyleskiër

### Overleden
- Reginald Owen (1887-1972), Brits acteur
- Maureen O'Hara (1920-2015), Iers-Amerikaans actrice
- Pete Magadini (1942-2023), drummer en auteur